# Coryphopterus
Coryphopterus es un género de peces de la familia de los Gobiidae en el orden de los Perciformes.

## Especies
- Coryphopterus alloides (Böhlke & Robins, 1960)
- Coryphopterus bol (Victor, 2008)
- Coryphopterus dicrus (Böhlke & Robins, 1960)
- Coryphopterus eidolon (Böhlke & Robins, 1960)
- Coryphopterus glaucofraenum (Gill, 1863)
- Coryphopterus gracilis (Randall, 2001)
- Coryphopterus humeralis (Randall, 2001)
- Coryphopterus hyalinus (Böhlke & Robins, 1962)
- Coryphopterus kuna (Victor, 2007)
- Coryphopterus lipernes (Böhlke & Robins, 1962)
- Coryphopterus personatus (Jordan & Thompson, 1905)
- Coryphopterus punctipectophorus (Springer, 1960)
- Coryphopterus thrix (Böhlke & Robins, 1960)
- Coryphopterus urospilus (Ginsburg, 1938)
- Coryphopterus venezuelae (Cervigón, 1966)